# Château de Blonay (Vallée d'Aoste)
Pour le château du même nom dans le Canton de Vaud, voir château de Blonay.
Le château de Blonay est un château valdôtain. Il se situe sur un promontoire au cœur du bourg d'Avise, près de l'église paroissiale Saint-Brice.
Avec le château d'Avise (à l'entrée ouest du bourg) et le château du Cré (situé au-dessus du village, à l'est-nord-est de celui-ci), c'est l'un des trois châteaux présents sur la commune.

## Architecture
Jean-Baptiste de Tillier en fournit une description en 1737 :
« En parcourant la grande route d'Aoste à Morgex, on voit à sa droite, au-delà d'Arvier, sur une élévation de terrain, le vieux château d'Avise : c'est la maison noble des anciens Seigneurs de ce lieu. Il consiste en une grosse tour carrée, avec un vieux corps de bâtiments qui paraît assez spacieux. »
La tour est la partie la plus ancienne, sans embrasures ni entrées. Au début elle se dressait seule, sur le modèle des châteaux valdôtains primitifs, mais un autre bâtiment a été ajouté ensuite, avec des fenêtres croisées en pierre. La tour présente des merlons en queue d'aronde.

## Histoire
Selon Jean-Baptiste de Tillier, le château de Blonay a été la première résidence des seigneurs d'Avise, une famille noble présente déjà au XIIe siècle. La tour date du XIIe siècle, alors que le reste du château sans doute du XVe siècle. En 1645 il fut cédé en héritage par Prosper d'Avise, sénateur des États de Savoie, à ses neveux, Claude et Josué de Blonay, fils de Marie d'Avise et de Jacques de Blonay, originaire du Chablais. Claude de Blonay en fut investi à nouveau[pas clair] à la mort de sa mère, entre le 20 et le 27 mars 1649, à la suite de quoi le château est resté dans la famille de Blonay.
« Il [le château, ndr] est aujourd'hui commun entre les Seigneurs de Blonay et d'Avise ; mais ces derniers en ont un autre à part, plus moderne, et dans une situation plus commode, avec sa tour à pavillon couverts en ardoises, et quelques appartenances en jardins, vergers, prairies, et autres terres. »
— Jean-Baptiste de Tillier, Historique de la Vallée d'Aoste (Lien)
François-Gaspard d'Avise a été le dernier héritier, recevant la moitié du fief selon le testament de son père Antoine-Balthazard, signé le 9 février 1677, tandis que sa sœur, Claire-Marie d'Avise, avec son mari Charles-Joseph, recevait l'autre moitié.
La tour a servi de prison pendant longtemps, jusqu'à recevoir l'appellation de Tour des prisons, comme cela apparaît dans un document de 1787 attribué à Philippe di Blonay.

## Galerie de photos

Le château de Blonay photographié par Carlo Nigra (1856-1942).
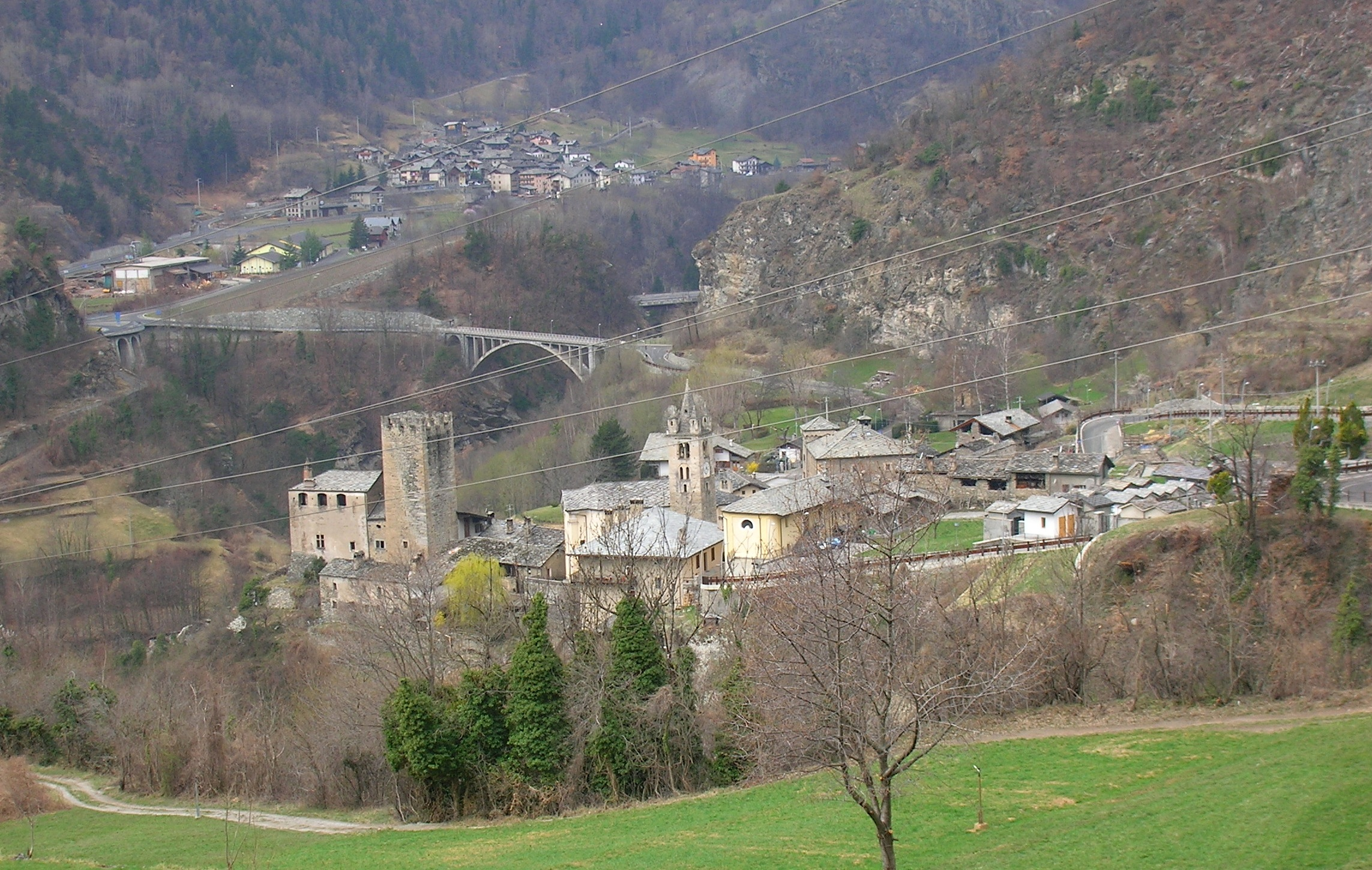
Le château de Blonay (à gauche), vu depuis le château du Cré.
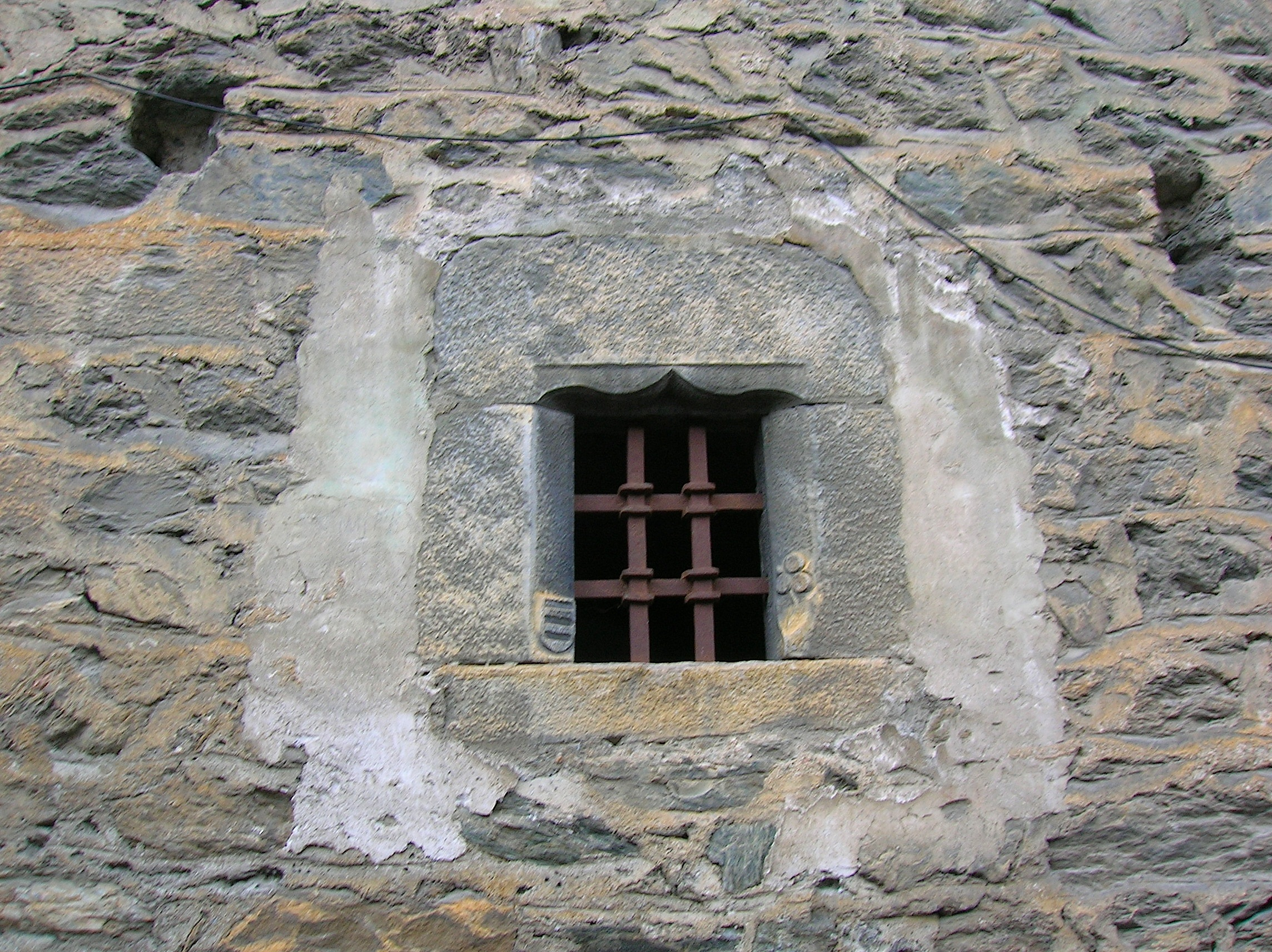
Une fenêtre.
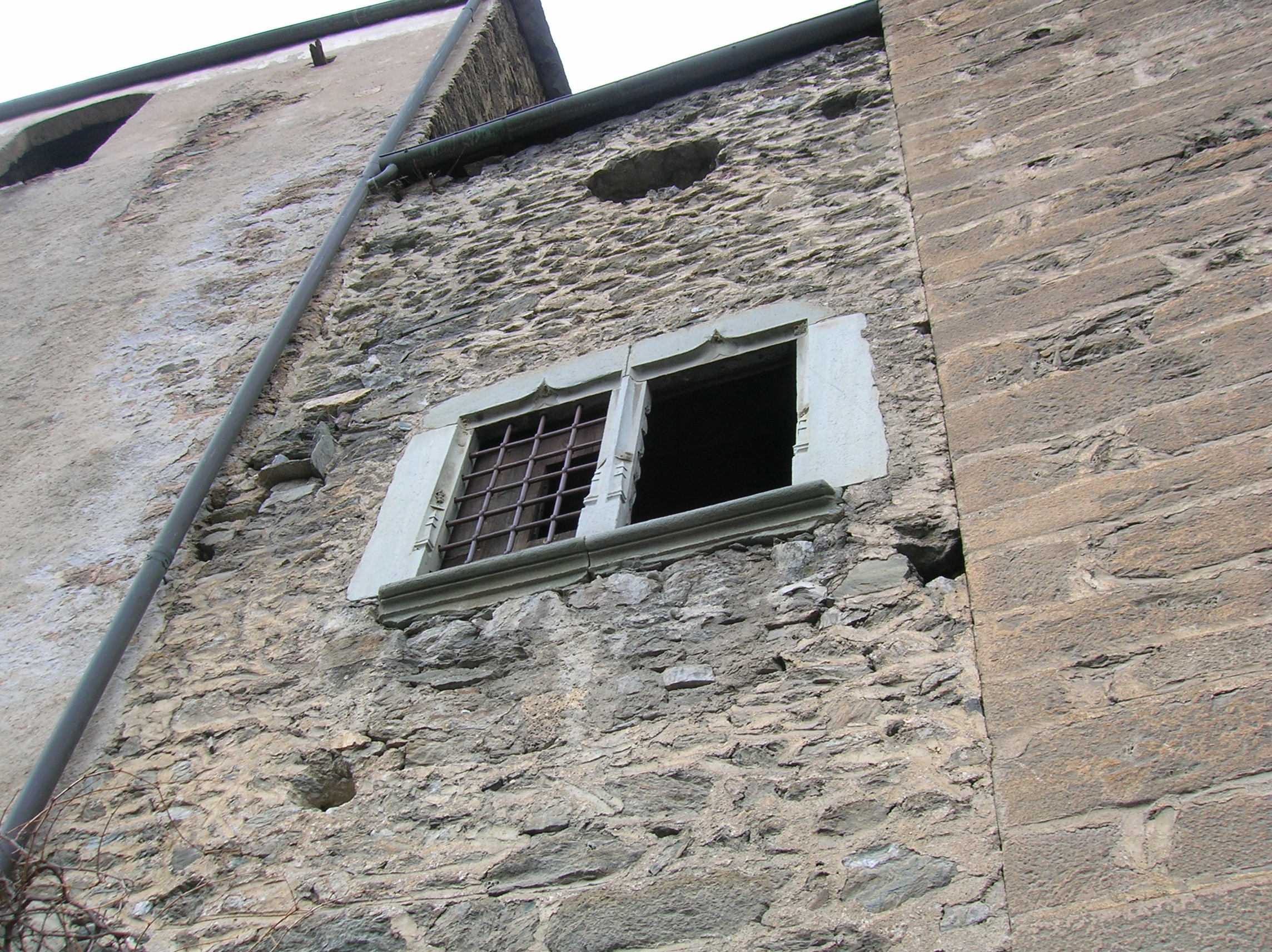
Une fenêtre géminée.
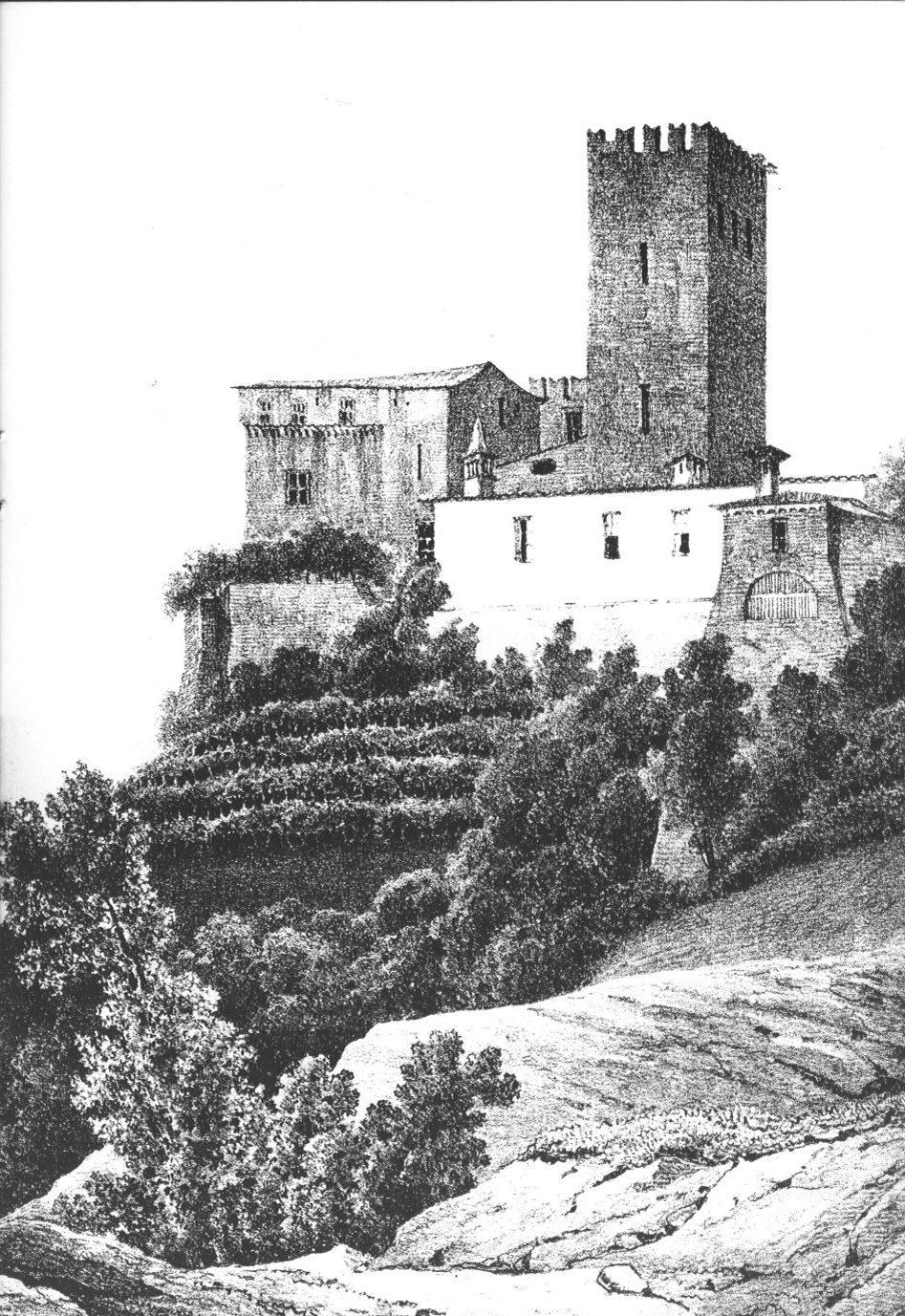
Gravure de Gonin, 1852.